# 小栗山晃市
小栗山 晃市（おぐりやま こういち、1981年3月29日 - ）は、北海道出身の日本の俳優。所属事務所はProducers。身長178cm、体重60kg。
フジテレビ系列で放送されている『とんねるずのみなさんのおかげでした』で、野猿の妹分「女猿」の一員として活動した小林紗貴とは親戚。

## 来歴
拓殖大学第一高等学校、拓殖大学政経学部経済学科卒業。俳優の宇梶剛士は高校の野球部の先輩に当たる。
特技は野球で、中学時代にはリトルシニア日本代表としてアメリカ遠征を経験。当時アメリカ・メジャーリーグのサンディエゴ・パドレスで活躍していた、トニー・グウィンから直接指導を受ける。高校時代には4番打者として活躍し、東京都予選では北海道日本ハムファイターズ・埼玉西武ライオンズ・横浜DeNAベイスターズで活躍した森本稀哲（もりもとひちょり）擁する帝京高校に延長戦の末敗退。
2008年より脚本家・秦建日子主宰の演劇ワークショップTAKE1に6〜7期生として参加し、OFFICE BLUEに所属。
2016年Producersに移籍。

## 人物
TBSで報道局のADとして勤務していた過去を持つ。
公式Twitterやブログでは、阿部サダヲや劇団☆新感線のメンバーと草野球をやっていることが度々アップされている。
コブクロの小渕健太郎やEXILEメンバーなどアーティストとも親交がある。

## 出演

### 映画
- S -最後の警官- 奪還 RECOVERY OF OUR FUTURE（2015年8月29日公開、東宝）
- HK 変態仮面 アブノーマル・クライシス（2016年5月14日公開、東映）
- 地獄少女（2019年11月15日公開、GAGA）

### TVドラマ
- 左目探偵EYE（2010年1月 - 3月、日本テレビ）（第6話）
- 名探偵コナン 工藤新一への挑戦状（2011年7月 - 9月、読売テレビ・日本テレビ） - 中村門人 役（第2話ゲスト）
- ダーティ・ママ!（2012年1月 - 3月、日本テレビ）（第2話・第4話）
- 走馬灯株式会社（2012年7月 - 9月、TBS）（第6話）
- サマーレスキュー〜天空の診療所〜（2012年7月8日 - 9月23日、TBS）（第10話最終回）
- お父さんは二度死ぬ（2013年6月1日 - 6月22日、NHK BSプレミアム）- 松本 役（第2話）
- S -最後の警官-（2014年1月12日 - 、TBS『日曜劇場』枠）- SAT隊員 役（レギュラー）
- マルホの女〜保険犯罪調査員〜（2014年4月 - 、テレビ東京）（第4話）
- あすなろ三三七拍子（2014年7月 - 9月、フジテレビ）（第4話・第6話・第9話最終回）
- 危篤スルー（2015年、日本テレビ）（第1話・第3話）
- 神ちゅーんず 〜鳴らせ!DTM女子〜（2019年4月 - 6月、朝日放送テレビ）（第8話）
- 不協和音 炎の刑事 VS 氷の検事（2020年3月、テレビ朝日系）
- ももいろ あんずいろ さくらいろ（2021年2月、朝日放送テレビ）（第2話・第3話）
- タベホの女～女3世代満腹日記～（2022年2月、映画・チャンネルNECO）（第1話）

### 携帯電話配信ドラマ
- 親父の仕事は裏稼業（2012年8月 - 、BeeTV）
- ラヴコンシェル 第4週「ストーカー」（2012年12月10日〜12月14日、NOTTV）

### バラエティ
- ビートたけしPresents 奇跡体験!アンビリバボー（フジテレビ系列）
- 超再現!ミステリー「瘤」・西川三郎（2012年、日本テレビ） - 水口靖男（犯人） 役
- サタネプ☆ベストテン（2012年、日本テレビ） - 京本政樹 役
- ニンゲン観察バラエティ モニタリング（2013年、TBS） - EXILEのKENCHIの友人としてMATSUに迫るおネエ 役
- あらすじ名作劇場「走れメロス」（2016年、BS朝日）

### 広告
- WEB広告「ライフネット生命」

### 舞台
- 「比翼の鳥/ファィディング・サトコ」（2009年2月5日 - 2月8日、ザムザ阿佐ヶ谷） - 金井 役
- 「SPY」（2009年3月12日 - 3月15日、品川きゅりあんホール） - テツ 役
- 秦組vol.2「くるくるとしとしっと」（2009年10月13日 - 10月18日、赤坂RED/THEATER）） - 鈴木太郎 役
- 「月の子供」（2010年1月13日 - 1月17日、大塚萬劇場） - ジジイ 役
- 「タクラマカン」（2010年3月19日 - 3月22日、日暮里サニーホール） - カラス 役
- 秦組vol.3「らん」（2010年7月7日 - 7月11日、俳優座劇場） - 一影 役
- 「和田アキ子物語」（2010年9月4日 - 9月14日、三越劇場） - テレビ局AD 役
- 秦組vol.4「らん―2011 New version!!―」（2011年5月22日 - 5月29日、前進座劇場） - 三影（彦左） 役
- キダリダ（2011年9月14日 - 9月25日、SPACE107／ABCホール） - 慎二　役
- 石影さま、京都行くってよ（2014年5月21日 - 5月25日、小劇場「B1」） -  主演・三影（彦左）　役
- 石影さま、京都行くってよ〜青春爆裂編〜（2014年9月25日 - 9月28日、「劇」小劇場） -  主演・三影（彦左）　役

### ラジオ
- RADIO SPIDER（2010年、J-WAVE 81.3 FM）ゲスト出演 俳優の伊勢谷友介と共演
- オールナイトラジオぞうさん（2010年-2011年、FM西東京）ゲスト出演 映画監督の金丸雄一と共演

### ゲーム
- プロ野球スピリッツ4（2007年4月1日発売、コナミデジタルエンタテインメント）

### イベント
- 池袋チャリンコ倶楽部（東日本大震災復興チャリティーイベント）